# Zelotes hanangensis
Zelotes hanangensis FitzPatrick, 2007 è un ragno appartenente alla famiglia Gnaphosidae.

## Etimologia
Il nome della specie deriva dalla località tanzaniana di rinvenimento degli esemplari: il monte Hanang e dal suffisso latino -ensis che ne indica l'appartenenza.

## Caratteristiche
Questa specie non è stata attribuita a nessun gruppo: si distingue dalle altre per la forma dell'epigino, peculiarità che finora non è stata riscontrata altrove.
L'olotipo femminile rinvenuto ha lunghezza totale è di 6,83mm; la lunghezza del cefalotorace è di 2,92mm; e la larghezza è di 2,07mm.

## Distribuzione
La specie è stata reperita nella Tanzania centrosettentrionale: l'olotipo femminile è stato rinvenuto nel comprensorio del monte Hanang, situato nel distretto omonimo, appartenente alla regione del Manyara.

## Tassonomia
Al 2016 non sono note sottospecie e dal 2007 non sono stati esaminati nuovi esemplari.